# Júlio César Leal
Júlio César Leal (Itajubá, 13 april 1951) is een Braziliaans voormalig voetbaltrainer.

## Carrière
In 1983 startte Leal zijn trainerscarrière bij zijn CR Vasco da Gama. Hij heeft als hoofdtrainer bij diverse Braziliaanse clubs gewerkt zoals EC Bahia, Guarani FC, Fluminense FC, Sport Club do Recife, Coritiba en CR Flamengo.